# Yoon Jin-seo
Yoon Jin-seo (윤진서?), nata Yoon Soo-kyung, (Seul, 5 agosto 1983) è un'attrice sudcoreana, nota per aver recitato nei film come Oldboy, Nae saeng-ae gajang areumda-un ilju-il, Barampigi joh-eun nal e Bimir-ae. Nel piccolo schermo è apparsa nelle serie TV Dor-a-on Iljimae, Domangja plan B e Illyeon-ae yeoldunamja. Yoon è stata una scrittrice e collaboratrice della rivista Movieweek dal 2010 al 2011. Nel 2004 ha vinto ai Baeksang Arts Award il premio come migliore attrice rivelazione ed è stata candidata ai Korean Film Award come miglior attrice non protagonista.

## Filmografia

### Cinema
- Oldboy (2003)
- Bimir-ae (2010)
- Revenger (2018)

### Televisione
- Dor-a-on Iljimae - serie TV (2009)
- Naemsaereul boneun sonyeo - serie TV (2015)
- Daebak - serie TV (2016)
- A Model Family (모범가족?, MobeomgajokLR) – serie TV (2022)